# Cheiraster otagoensis
Cheiraster otagoensis is een zeester uit de familie Benthopectinidae.
De wetenschappelijke naam van de soort werd in 1973 gepubliceerd door Donald George McKnight.